# NGC 1249
NGC 1249 је спирална галаксија у сазвежђу Часовник која се налази на NGC листи објеката дубоког неба.
Деклинација објекта је - 53° 20' 10" а ректасцензија 3h 10m 1,1s. Привидна величина (магнитуда) објекта NGC 1249 износи 11,5 а фотографска магнитуда 12,2. Налази се на удаљености од 16,139 милиона парсека од Сунца. NGC 1249 је још познат и под ознакама ESO 155-6, IRAS 03085-5331, PGC 11836.